# Торпедо Владимир
ФК Торпедо Владимир е футболен отбор от град Владимир. Екитите на отбора са черно-бели.

## История
Основан е през 1959 г. като отбор на Тракторния завод във Владимир. Първоначално носи името „Труд“, а после е прекръстен на „Трактор“. През 1991 отборът става трети във Втора лига на СССР. През 1992 обаче РФС решава да изпрати отбора да играе в Първа лига на Русия. През 1993 Торпедо достига 6 позиция в зона запад на 1 лига. От отборът се отличава Дмитрий Вязмикин. В последните 10 кръга той вкарва 8 гола. На следващия сезон Торпедо изпада, въпреки 24те гола на Вязмикин. През 1995 черно-белите са напуснати от много състезатели и изпадат в Трета лига. През 1997 се връщат във 2 дивизия, където играе до 1999. Същата година Торпедо изпада и губи професионалният ти статут. Отборът успява да спечели регионалната лига и да се върне в професионалния футбол на следващата година. През сезон 2004 „черно-белите“ печелят 2 дивизия, но на 2 февруари ръководството отказва отборът да играе в 1 дивизия и отстъпва своето място на Петрорест. През 2005 и 2009 торпедовци достигат 1/16 финал в купата на Русия, но и двата пъти отпадат от ЦСКА Москва. През 2010 отборът печели 2 дивизия и играе в 1 дивизия за първи път от 16 години. На 5 юли 2012 прекратява съществуването си Все пак Торпедо оцелява като аматьорски отбор в ЛФЛ. От сезон 2013/14 отново ще играе във Втора дивизия.